# Christoph von Steiger (II.)

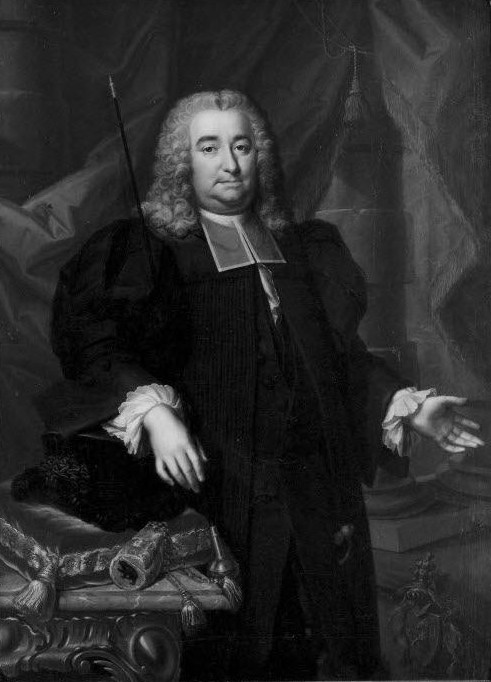
Jakob Emanuel Handmann, Christoph von Steiger (II.).

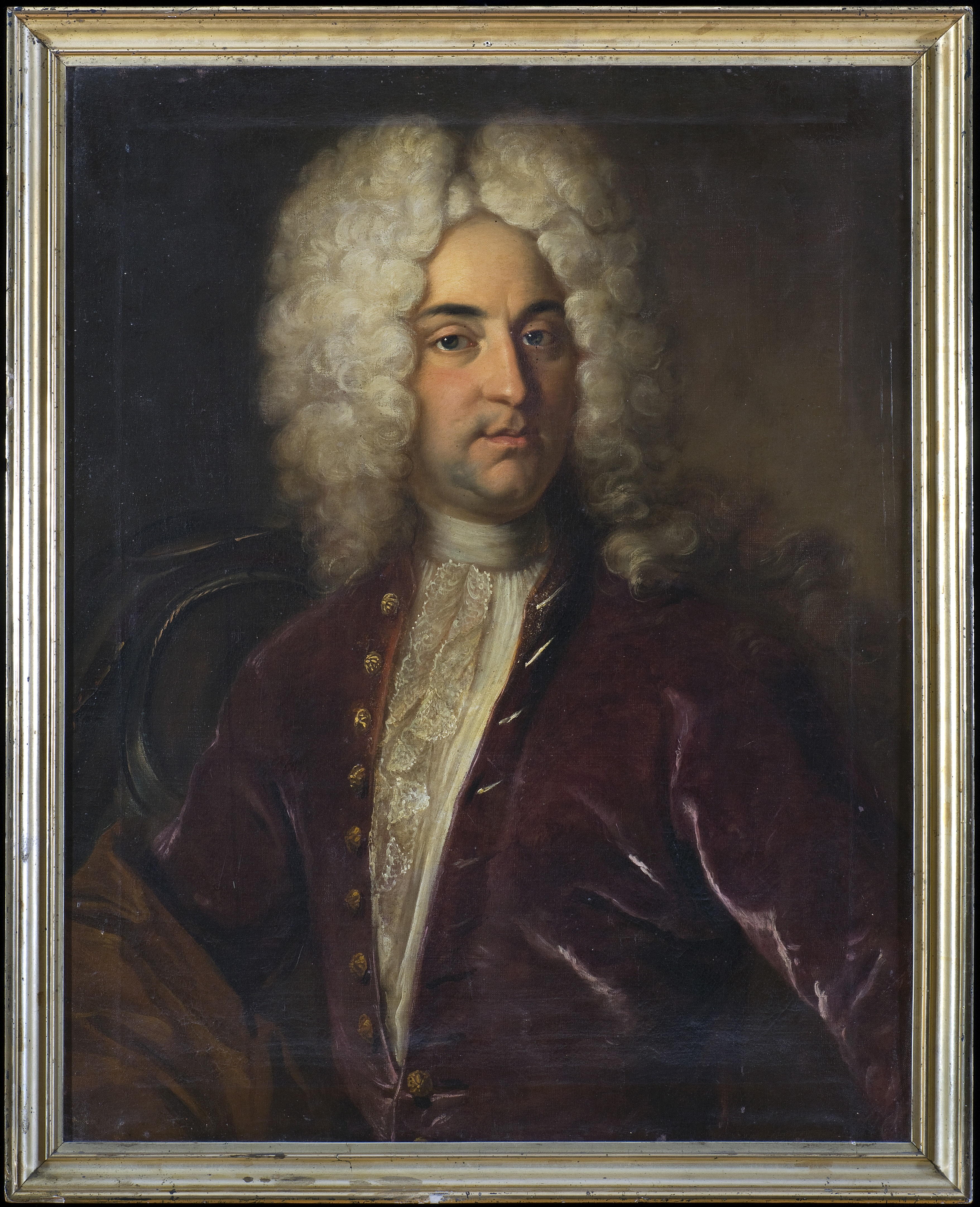
Johann Rudolf Huber (1668–1748): Porträt Christoph Steiger II (1694–1765), Öl auf Leinwand (1721)

Christoph Steiger (II.), auch Christoph von Steiger (II.) (* 22. Februar 1694 in Bern; † 12. Februar 1765 ebenda), war ein Schweizer Magistrat.
Steiger war der Sohn des Magistrats Christoph von Steiger. Er diente als Offizier in den Niederlanden. 1720 heiratete er Veronika Steiger, Tochter des Niklaus. 1726 wurde er Schützenhauptmann der Reismusketen-Schützengesellschaft und ab 1727 war er Grossrat. 1733 wurde er Rathausammann, 1737 Heimlicher von Burgern und gelangte 1738 in den Kleinen Rat. Er amtete ab 1738 als Assessor des Schulrats, von 1740 bis 1747 war er Welschseckelmeister und anschliessend Schultheiss von Bern. Er resignierte 1759 aus Gesundheitsgründen.
Samuel Henzis Huldigungsgedicht zur Schultheissenwahl 1747 betont Steigers hervorragende Erziehung und seinen angenehmen Charakter.